# 2020년 하계 올림픽 중앙아프리카 공화국 선수단
2020년 하계 올림픽 중앙아프리카 공화국 선수단은 2021년 일본 도쿄에서 열린 2020년 하계 올림픽에 참가한 올림픽 중앙아프리카 공화국 선수단이다.
중앙아프리카 공화국은 2020년 도쿄 하계 올림픽에 참가했다. 원래 2020년 7월 24일부터 8월 9일까지 열릴 예정이었던 올림픽은 코로나19 범유행으로 인해 2021년 7월 23일부터 8월 8일로 연기되었다. 1968년 데뷔 이후 중앙아프리카 공화국의 10번째 하계 올림픽 출전이었다. 중앙아프리카공화국은 1972년 뮌헨 하계 올림픽에 선수 등록을 하지 못했고, 각각 1976년과 1980년에 아프리카와 미국이 주도한 보이콧에 참여했다.

## 출전 선수
| 종목 | 남자 | 여자 | 전체 |
| ---- | ---- | ---- | ---- |
| 수영 | 0    | 1    | 1    |
| 육상 | 1    | 0    | 1    |
| 전체 | 1    | 1    | 2    |

## 같이 보기
- 올림픽 중앙아프리카 공화국 선수단